# Paroplapoderus malaisei
Paroplapoderus malaisei es una especie de coleóptero de la familia Attelabidae.

## Distribución geográfica
Habita en Birmania.